# Muhittin Sebati

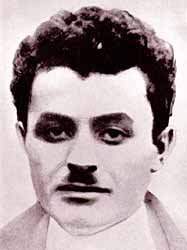
Muhittin Sebati

Muhittin Sebati (Estambul, 1902 - Estambul, 1935) fue un pintor y escultor turco postimpresionista.

## Biografía
Quedó huérfano a una edad temprana. Después de pasar un breve período en las escuelas públicas, ingresó en la escuela de la Asociación Darüşşafaka en 1908 y estudió allí hasta 1920. Después de asistir a una de las exposiciones de Galatasaray, desarrolló interés por el arte y finalmente se inscribió en la "Sanayi-i Nefise Mektebi" (Escuela de Bellas Artes),  donde sus instructores fueron Hikmet Onat y İbrahim Çallı. En 1922 presentó su primera exposición en Galatasaray.
En 1925 le concedieron una beca para estudiar en París. Allí asistió a la Academia Julian, donde trabajó con Paul Albert Laurens, y a la Ecolé des Arts Décoratifs, donde estudió escultura con Paul Landowski e Hippolyte Lefèbvre. Regresó a Turquía en 1928.
Ese mismo año, comenzó a enseñar en el Instituto masculino de Ankara (que aparentemente era una obligación para recibir la beca) y participó en la "Birinci Genç Ressamlar Sergisi" (Primera exposición de artistas jóvenes) en el Museo Etnográfico de Ankara en 1929. Más tarde ese año, regresó a Estambul y se convirtió en uno de los fundadores de la "Asociación de Pintores y Escultores Independientes" y fue elegido su primer presidente. Tuvo una exposición especialmente exitosa en una muestra organizada por el "Türk Ocakları" (Hogares turcos).
En 1931, le diagnosticaron tuberculosis y murió de ella a principios del año siguiente en el Hospital Haydarpaşa.

## Galería

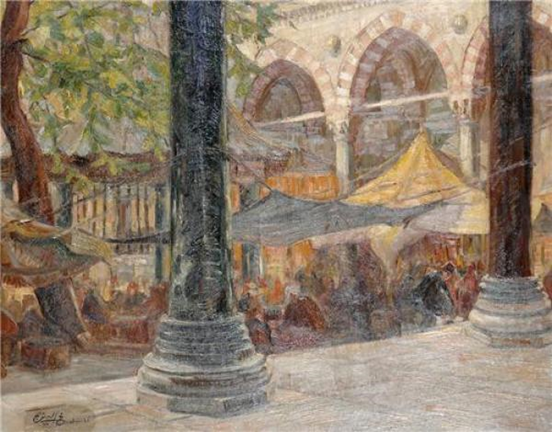
Mezquita de Beyazit; Bazar de libros usados

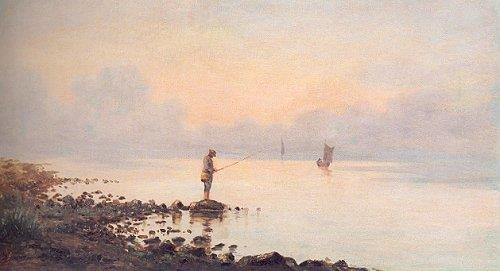
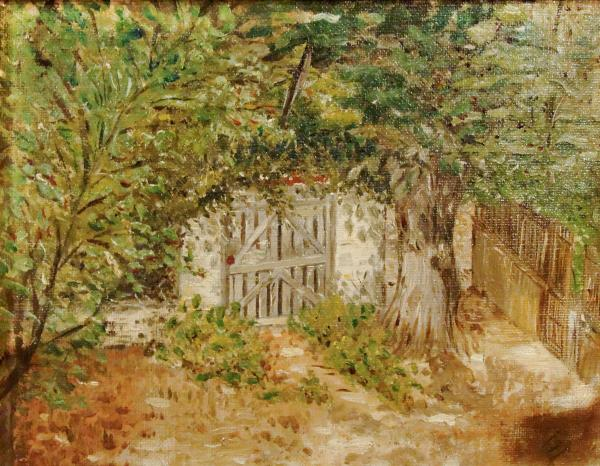
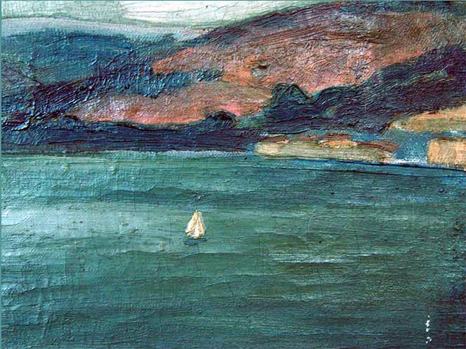